# Powstanie niewolników w Berbice

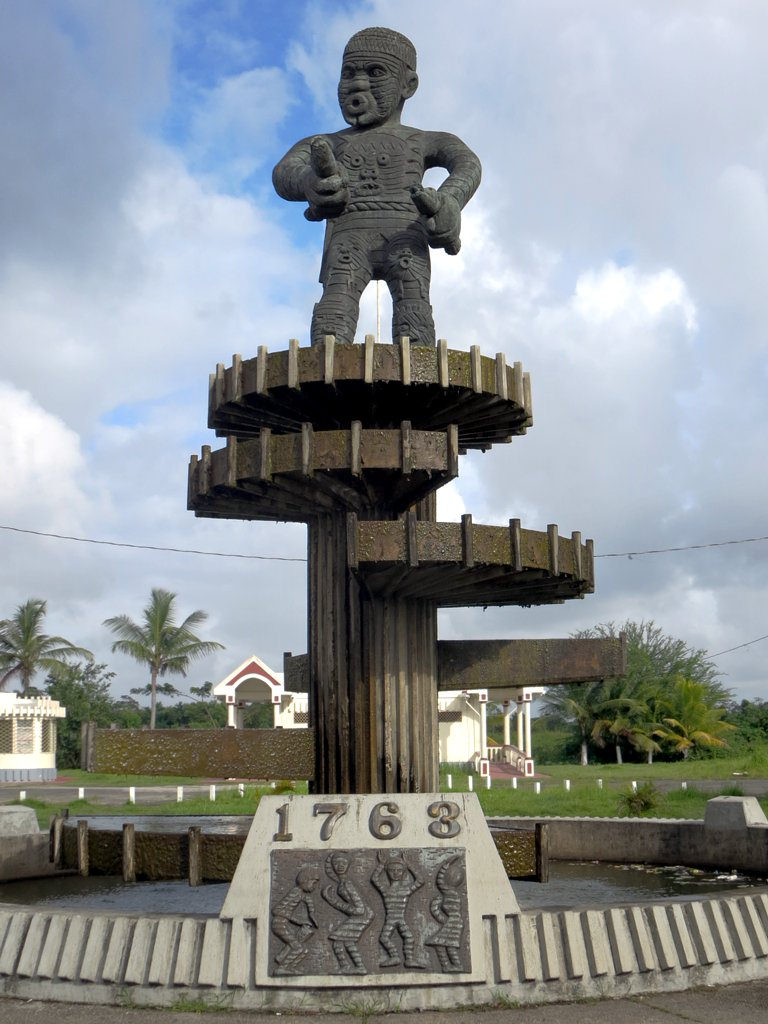
Pomnik powstańców w Georgetown

Powstanie niewolników w Berbice – bunt w gujańskiej kolonii Berbice, który rozpoczął się 23 lutego 1763 r. i trwał do grudnia tego samego roku. Wydarzenie to odegrało bardzo ważną rolę w historii gujańskiego antykolonializmu i dążeń niepodległościowych tego kraju. W 1970 r., kiedy Gujana stała się republiką, dzień 23 lutego ogłoszono dniem upamiętniającym powstanie.

## Przebieg
23 lutego 1763 r. niewolnicy pracujący na plantacji Magdalenenberg nad rzeką Canje w Berbice zbuntowali się, protestując przeciwko surowemu i nieludzkiemu traktowaniu. Podpalili oni dom jednej z plantacji, a następnie udali się na inne plantacje, aby namówić kolejnych zniewolonych Afrykanów do przyłączenia się do rebelii. Udało im się namówić do buntu około 3000 ludzi, co poważnie zagroziło europejskiej kontroli nad regionem Gujana. Ponieważ plantacje były jedna po drugiej przejmowane przez niewolników, holenderscy osadnicy zaczęli uciekać na północ, a rebelianci zaczęli przejmować kontrolę nad regionem. Przez prawie rok buntownicy utrzymali całą południową część regionu Berbice, podczas gdy biali utrzymali tereny na północy.
Powstańcy zostali ostatecznie pokonani wiosną 1764 r. przez żołnierzy z sąsiednich kolonii francuskich i brytyjskich.

## Dziedzictwo
W 1976 r. na placu Rewolucji w stolicy kraju Georgetown wzniesiono pomnik wykonany z brązu, zaprojektowany przez Philipa Moore’a.